# تیم ملی فوتبال مارتینیک
تیم ملی فوتبال مارتینیک نمایندهٔ کشور مارتینیک در مسابقات بین‌المللی است که زیر نظر فدراسیون فوتبال مارتینیک فعالیت می‌کند.
اولین بازی رسمی این تیم در تاریخ ۱۱ فوریه ۱۹۳۱ میلادی در برابر تیم ملی فوتبال باربادوس برگزار شده‌است.